# Thecaphora solani
Espèce
Thecaphora solani est une espèce de champignons phytopathogènes basidiomycètes de la  famille des Glomosporiaceae. Ce champignon indigène des régions andines d'Amérique du Sud, de la Colombie au Chili, affecte des plantes de la famille des Solanaceae, principalement la pomme de terre, mais aussi le datura. C'est l'agent causal du charbon de la pomme de terre.

## Synonymes
- Angiosorus solani Thirum. & M.J. O'Brien, (1974),
- Thecaphora solani (Thirum. & M.J. O'Brien) Mordue, (1988),
- Thecaphora solani (Thirum. & M.J. O'Brien) Vánky, (1988).